# ストークスシフト

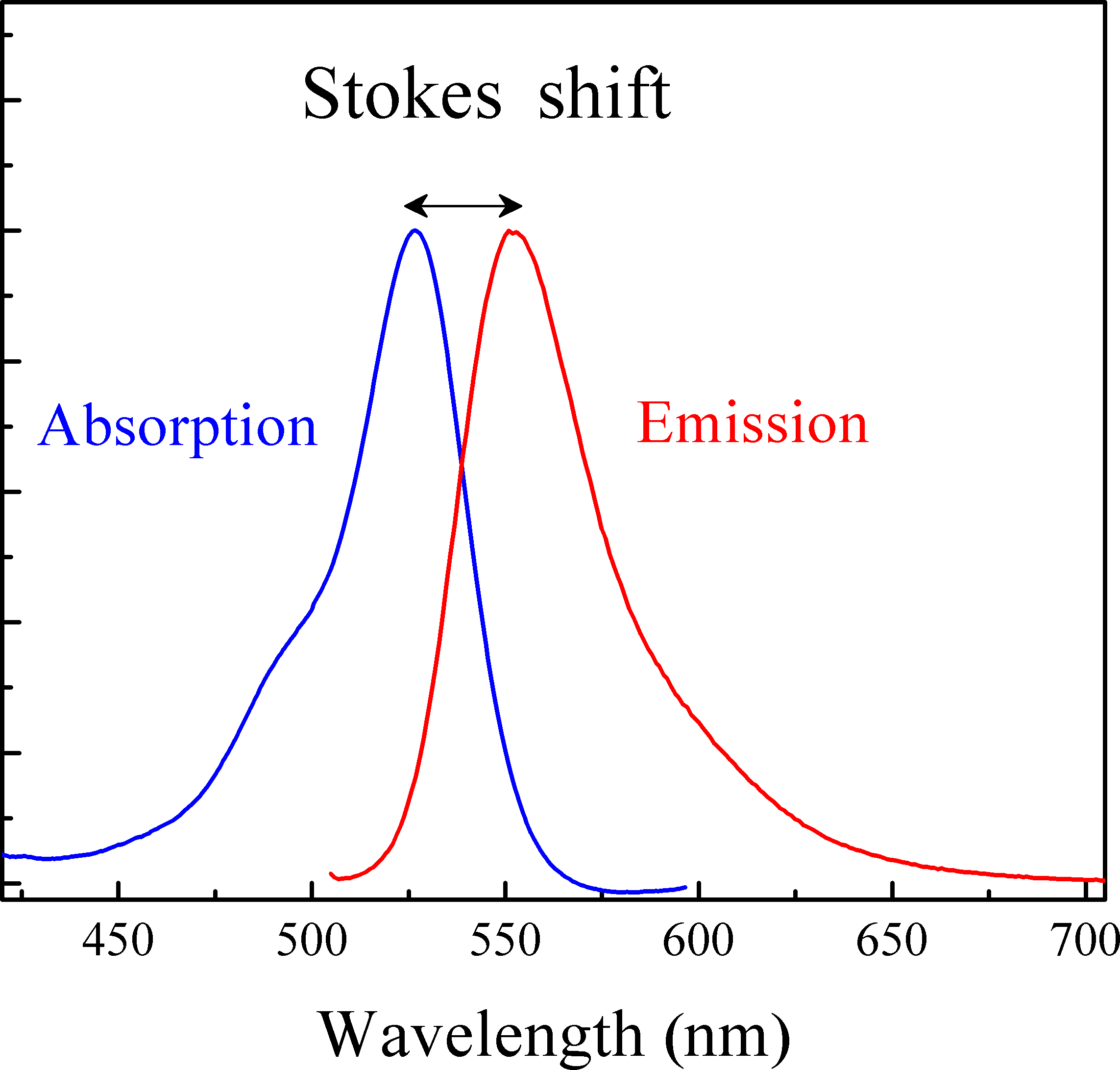
~25 nmのストークスシフトを持つローダミン6Gの吸光および発光スペクトル

ストークスシフト（英: Stokes shift）は、同一の電子遷移の吸光および発光スペクトル（例えば蛍光やラマンなど）のバンド極大の位置の間の差（波長あるいは周波数単位）である。名称はアイルランドの物理学者ジョージ・G・ストークスに由来する。
系（分子あるいは原子）が光子を吸収する時、系はエネルギーを得て、励起状態に入る。系が緩和する1つの方法は光子を放出しエネルギーを失うことである（他には熱エネルギーを失う方法もある）。放出された光子が吸収された光子よりも小さいエネルギーを持つ時、このエネルギー差がストークシフトである。放出される光子のエネルギーが吸収された光子のエネルギーより大きい時は、このエネルギー差は反ストークスシフトと呼ばれる。この追加エネルギーは結晶格子中の熱フォノンの散逸から来ており、この過程で結晶は冷却される。酸硫化ガドリニウムをドープされた酸硫化イットリウムは一般的な工業的反ストークス色素であり、近赤外光を吸収し、可視光領域で発光する。フォトン・アップコンバージョンも反ストークス過程の一つである。ストークスシフトは、振動緩和（あるいは散逸）および溶媒の再組織化の2つの作用の結果である。フルオロフォア（蛍光体）は水分子で囲まれた双極子である。フルオロフォアが励起状態に入った時、その双極子モーメントは変化するが、水分子はこれに素早く適応することができない。振動緩和の後にのみ、それらの双極子モーメントの再編成が起こる。

## ストークス蛍光
ストークス蛍光は、より短い波長（高周波数、高エネルギー）の光子を吸収している分子によるより長い波長（低周波数、低エネルギー）の光子の再放出である。エネルギーの吸収と放射（放出）の両方は特定の分子構造に固有の特徴である。材料が可視光領域に直接バンドギャップを持つとすると、それを照らす光は吸収され、電子はより高いエネルギー状態へ励起する。この電子は励起状態におよそ10−8秒間留まる。この数字は試料によって数桁異なり、試料の蛍光寿命と呼ばれる。振動緩和によって少量のエネルギーが失われた後、分子は基底状態に戻り、エネルギーが放出される。